# لودویگ هولبرگ
لودویگ هولبرگ (نروژی: Ludvig Holberg؛ زاده ۳ دسامبر ۱۶۸۴ درگذشته ۲۸ ژانویهٔ ۱۷۵۴) نویسنده، فیلسوف، مورخ، و نمایش‌نامه‌نویس اهل نروژ بود.
امروزه نمایشنامه یپه بر تپه را معروف‌ترین اثر کمدی هولبرگ می‌دانند.
لودویگ هولبرگ، در برگن زاده شد. وی استاد دانشگاه کپنهاک بود. بسیاری لودویگ هولبرگ، را شاخص‌ترین نماینده فضای فرهنگی ادبی دانمارک و نروژ درقرن ۱۸ میلادی، می‌دانند.
لودویگ هولبرگ، بیشتر به زبان دانمارکی و در اکثر ژانرها می‌نوشت و از این نظر در رشد و گسترش زبان و فرهنگ دانمارکی، نقش برجسته ای داشت.
 برخی از نمایش نامه‌های کمدی وی، مانند: یپه بر تپه و اراسموس مونتانوس، همچنان تا به امروز، در میان علاقمندان به تئاتر و ادبیات محبوب هستند. مقالاتی که وی در اواخر عمرش نوشت، به نوعی آغازگر سنت دانمارکی و نروژی در مقاله‌نویسی بود.
 لودویگ هولبرگ، که مردی سفرکرده و جهان دیده بود، سرشار از ایده‌ها ی بی شماری بود که فضای فکری اروپا در اوایل قرن ۱۸ میلادی (سالهای ۱۷۰۰ به بعد) را تحت تأثیر گذاشته بودند. لودویگ هولبرگ، موفق شد ایده‌های جدیدی را درمورد سیاست، مذهب و جنسیت در قلمرو فرهنگ مذهبی پروتستان، به مخاطبان دانمارکی و نروژی، که تحت حکومت مطلقه لاتین زده آن زمان می‌زیستند، معرفی کند.

## زندگی‌نامه

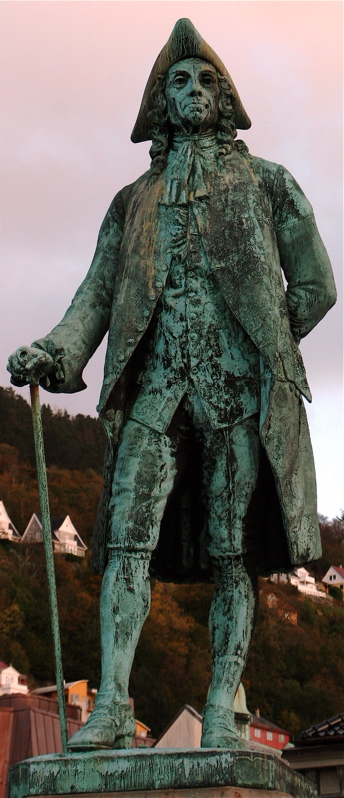
مجسمه هولبرگ در برگن، نروژ

پدر لودویگ هولبرگ، احتمالاً از خانواده ای روستایی و اهل تروندلاگ، بود. در حالی که مادرش از طبقات متمول برگن بود. پدر لودویگ، سابقه سال‌ها خدمت در ارتش داشت و موفق شده بود، پله‌های ترقی را یک به یک بالا آمده و در سال ۱۶۶۷ میلادی به درجه سرهنگی صعود کند. همان سال پدر لودویگ، با مادر وی، که دختر یک کشیش اهل برگن، بود، ازدواج می‌کند. حدود سال ۱۶۸۰ آن‌ها خانه ای در برگن، و یک قطعه زمین زراعی در خارج شهر خریداری می‌کنند. وقتی در ماه مارس سال ۱۶۸۶ میلادی، پدر لودویگ، از دنیا می‌رود، لودویگ، تنها ۱۵ ماه از عمرش گذشته بود. وی، کوچکترین فرزند خانواده بود و ۳ برادر و ۳ خواهر بزرگتر از خود داشت. سال بعد از مرگ پدر، خانواده لودویگ هولبرگ، دچار مصیبت دیگری شده و بخش عظم ثروت آنها در یک آتش‌سوزی بزرگ از بین می‌رود. حدود ۹ سال بعد، در سال ۱۶۹۵ میلادی، مادر لودویگ، نیز از دنیا می‌رود. خواهر و برادرهای لودویگ، جدا شده و هر یک به خانواده ای ملحق شدند. لودویگ، نیز چند سالی را نزد اقوامش در گودبراندزدالن، سر می‌کند و بعد به برگن پیش عمویش بازمی‌گردد و به مدرسه لاتین می‌رود. 
در آتش‌سوزی سال ۱۷۰۲ میلادی، بخش بزرگی از برگن و از جمله مدرسه لاتین، طعمه شعله‌های آتش می‌شود. بعد از ویرانی مدرسه لاتین، لودویگ هولبرگ، به دانمارک سفر کرده و در دانشگاه کپنهاگ، ثبت نام می‌کند. سپس مدتی به عنوان معلم خصوصی و دستیار کشیش در برگن کار می‌کند. وی در سال ۱۷۰۴ میلادی برای اولین بار به هلند سفر می‌کند. بعد از بازگشت به نروژ، لودویگ هولبرگ، مدت کوتاهی درکریستیان‌ساند، به تدریس زبان و موسیقی می‌پردازد. در سال ۱۷۰۶ وی برای همیشه نروژ را ترک می‌کند و هرگز به برگن بازنمی‌گردد.
 لودویگ هولبرگ، سال‌های ۱۷۰۶ تا ۱۷۰۸ را در آکسفورد و لندن، زندگی کرد. بین سال ۱۷۰۸ تا ۱۷۰۹ به آلمان سفر کرد. سپس در سال ۱۷۱۴ به عنوان استاد بدون دستمزد، مدتی در دانشگاه کپنهاگ، به تدریس پرداخت.

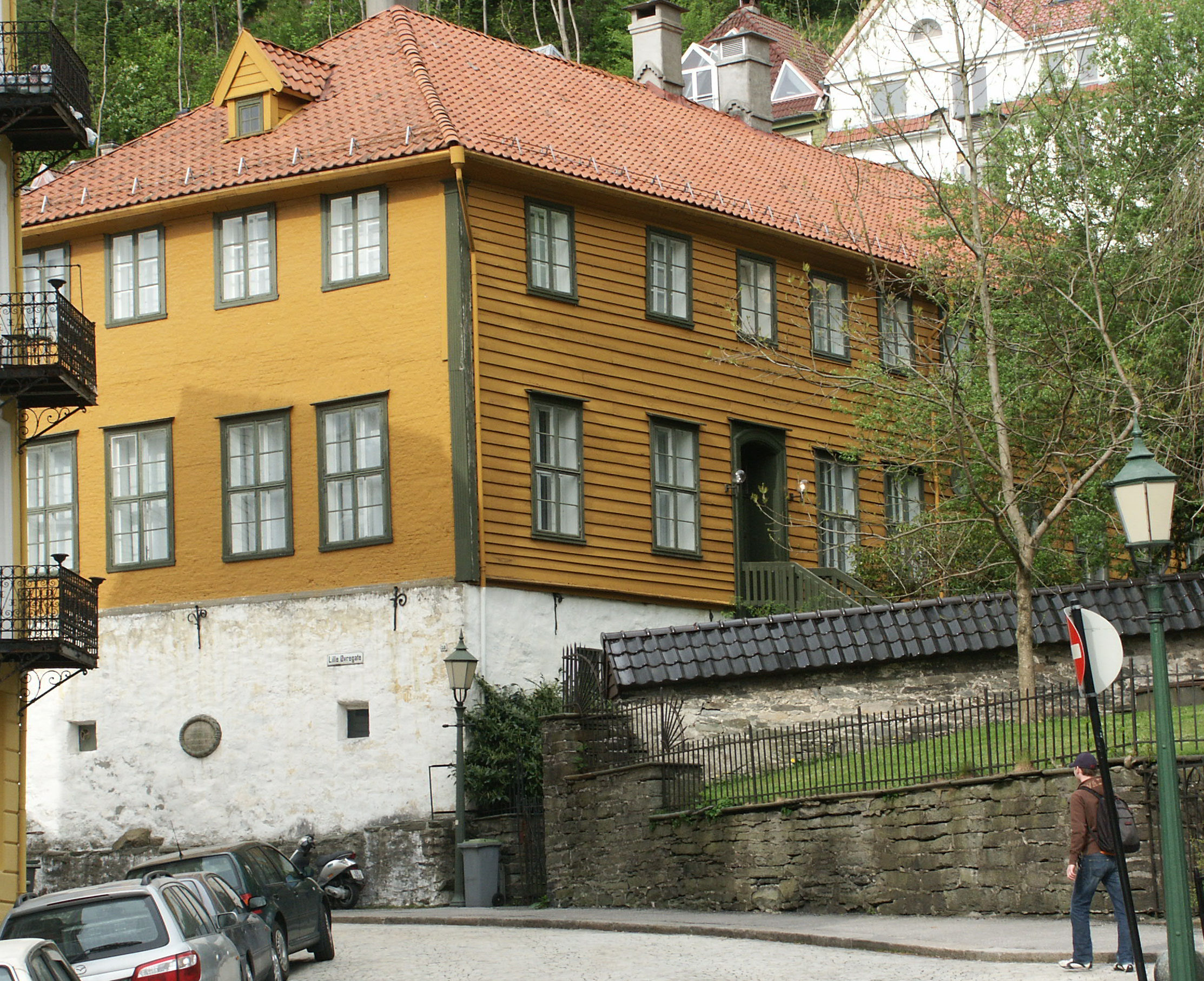
مدرسه لاتین در برگن، جایی که هولبرگ دانش آموز بود. این ساختمان در شمال کلیسای جامع واقع شده‌است. مدرسه لاتین در آتش‌سوزی بزرگ شهر برگن، در سال ۱۷۰۲ میلادی سوخت. ساختمان چوبی روی دیوار سنگی، بعدها بازسازی شده؛ و مربوط به دوران پس از هولبرگ است.

بین سال‌های ۱۷۱۴ و ۱۷۱۶، وی به پاریس و رم سفر کرد.
 لودویگ هولبرگ، نیز مانند بسیاری از روشنفکران دوره خویش، شیفته فرهنگ محافل روشنفکری فرانسه، در آن زمان بود. از آنجایی که دانشگاهیان دانمارک، در آن دوره، آشنایی با زبان‌های آلمانی، هلندی و لاتین را لازم می‌دانستند؛ لودویگ هولبرگ، برای پی‌گیری مباحث جاری در اروپای قرن ۱۸ میلادی، بهترین شرایط مقدماتی را داشت..
 پس از آخرین سفرش، وی یک زندگی دانشگاهی را در میان کتاب‌ها در کپنهاگ ادامه داد. اگرچه لودویگ هولبرگ، متافیزیک، را تحقیر می‌کرد، اما در سال ۱۷۱۸، به استادی در این رشته رسید. در سال ۱۷۲۰، استاد فن بیان در زبان لاتین شد و سرانجام در سال ۱۷۳۰ میلادی در رشته مورد علاقه خودش یعنی تاریخ، به استادی رسید.
هولبرگ سال‌ها مسئول امور مالی دانشگاه کپنهاگ بود و خود نیز احتمالاً بیشتر از طریق معاملات مالی و صرفه جویی؛ (نه از طریق نویسندگی) ثروت شخصی بزرگی اندوخت. او مجرد ماند و فرزندی نداشت. بعدها بعضی نکات، در آتار وی، باعث گمانه زنی‌هایی شد، مبنی بر این که شاید تجرد وی، ناشی از دلایل پزشکی بوده‌است. وی در وصیت نامه خود، همه ثروتش را به یک مؤسسه آموزشی دولتی در سورئو، بخشید. خرید و اهدای زمین از جمله پیش شرط‌هایی بود که وی، در سال ۱۷۴۷ میلادی، به عنوان بارون ملقب شد. لودویگ هولبرگ، در اواخر عمر، تابستانها را در جزیره شیلند؛ و زمستان‌ها را در کپنهاگ، می‌گذراند.

## دیدگاهها
در پاریس، هولبرگ با دانشمند فرانسوی دانمارکی الاصل یاکوب وینسلو، که کاتولیک بود، ملاقات کرد. وینسلو تلاش کرد تا هولبرگ را کاتولیک تبدیل کند ولی بدون موفقیت تنها هولبرگ از بحث کردن با او لذت برد، اما شایعه ای در کپنهاگ به راه انداخت که هولبرگ مانند وینسلو به مذهب کاتولیک گرویده است، و در نتیجه او لازم دانست که این موضوع را برای عموم دانمارک انکار کند و در موارد متعدد دیدگاه های ضد کاتولیک را بیان کند. 
هولبرگ به نور عقل درونی الهی مردم اعتقاد داشت و برای او مهم بود که اولین هدف آموزش این بود که به دانش آموزان به جای حفظ بیهوده کتاب های مدرسه، استفاده از حواس و عقل خود را بیاموزد. این یک درک جدید و مدرن از مسئله دین بود و نشان می دهد که او مرد عصر روشنگری بود. هولبرگ به عقل علاقه مند بود زیرا احساس می کرد که این چیزی است که جامعه را به هم پیوند می دهد. او همچنین تعجب کرد که چرا این همه شر در جهان وجود دارد، به خصوص وقتی که می توان اجازه داد عقل راهگشا باشد. می توان گفت که او از تبیین دینی شر به سمت یک رشته فکری عقلانی/تجربی فاصله گرفت و این به دلیل جایگاه او به عنوان نویسنده مهم است.